# 安達曼島肢鰩
安達曼島肢鰩（學名：Cruriraja andamanica），為軟骨魚綱鰩目吞鰩科肢鰩屬的一種，分布於印度洋坦尚尼亞外海及安達曼海海域，深度274至511公尺，棲息在軟底質海域，為底棲性魚類，屬肉食性，生活習性不明。